# Megachile cestifera
Megachile cestifera is een vliesvleugelig insect uit de familie Megachilidae. De wetenschappelijke naam van de soort is voor het eerst geldig gepubliceerd in 1954 door Benoist.